# 1-Fluorohexano
1-Fluorohexano ou fluoreto de n-hexila é o composto orgânico de fórmula C6H13F e massa molecular de 104,17. Apresenta ponto de ebulição de 93 °C, densidade de 0,8 g/mL a 25 °C e ponto de fulgor de 81 °F. É classificado com o número CAS 373-14-8, MOL File 373-14-8.mol e CBNumber	CB7101520.